# Gara Comana

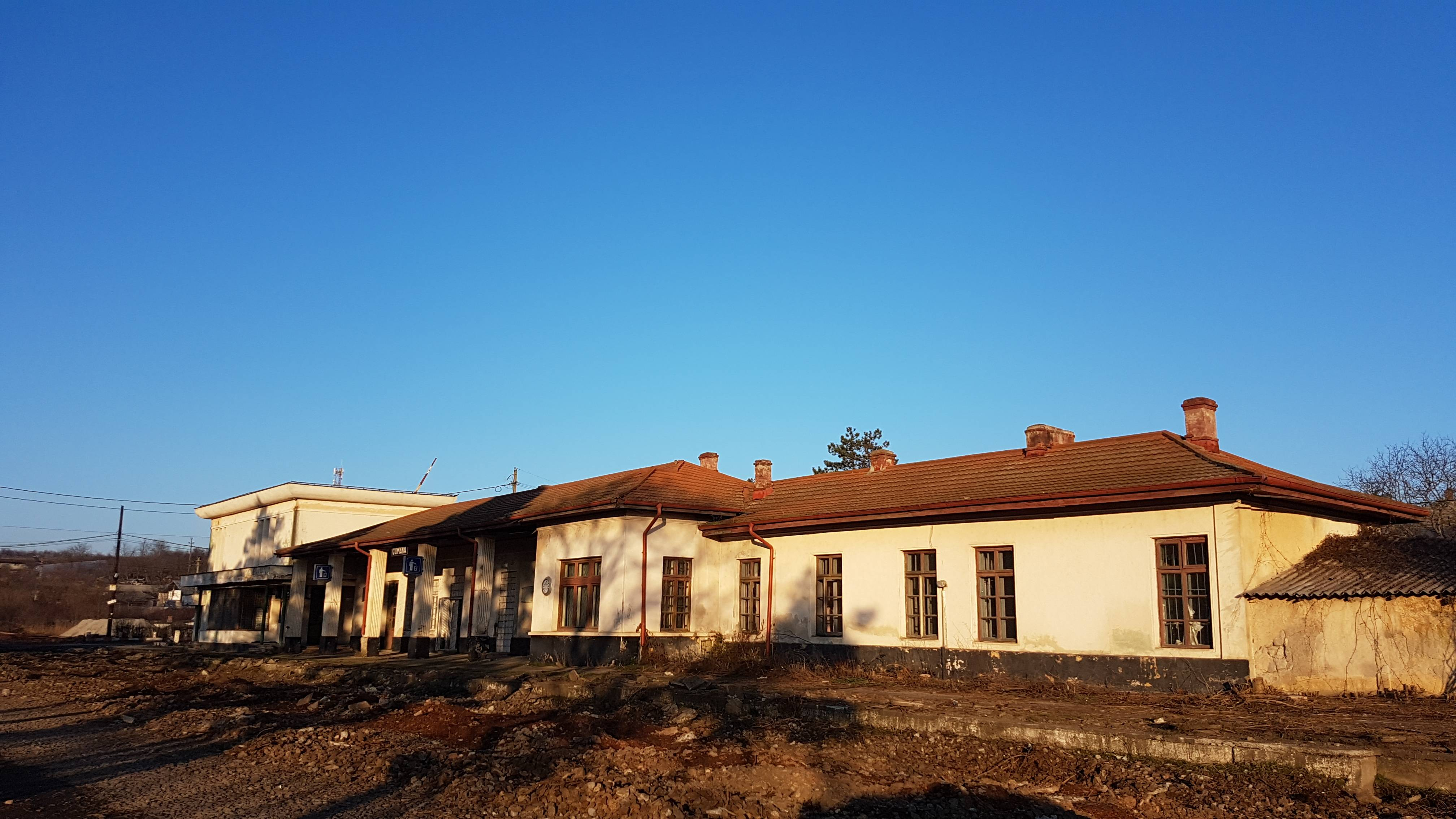
Vechea stație de tren Comana demolată în 2022

Gara Comana este o gară care deservește comuna Comana din Județul Giurgiu, România.
Această stație de tren deservește calea ferată București - Giurgiu una dintre primele căi ferate din România. Stația deservește în prezent trenul București - Giurgiu și în curând va deservi trenul Aeroport Otopeni - Ruse oferind orașului bulgar Ruse acces la un aeroport internațional.
Curând Transferoviar Călători va opera trenuri dinspre București Otopeni spre Ruse.
De asemenea, această stație de tren este cea mai modernă din România. Din păcate, vechea stație de tren a fost demolată din cauza condițiilor sale proaste.
Gara a fost redeschisă recent la 1 iunie 2024 în cadrul modernizării căii ferate București - Giurgiu și a re construirii podului Grădiștea. Gara Comana a fost închisă timp de 19 ani din cauza prăbușirii Podului Grădistea în 2005.